# Принц и нищий (фильм, 1937)
«Принц и нищий» (англ. The Prince and the Pauper) — чёрно-белая приключенческая драма 1937 года. Экранизация одноимённого романа Марка Твена.

## Сюжет
История о принце Эдуарде и нищем мальчике Томе Кенти, которые во время случайной встречи друг с другом меняются ролями и местами — Том попадает во дворец, а Эдуард на улицы Лондона.

## В ролях
| Актёр           | Роль               |
| --------------- | ------------------ |
| Эррол Флинн     | Майлс Гендон       |
| Клод Рейнс      | Граф Гертфорд      |
| Генри Стивенсон | Герцог Норфолкский |
| Бартон Маклейн  | Джон Кенти         |
| Алан Хейл       | капитан гвардейцев |
| Билли Моч       | Том Кенти          |
| Бобби Моч       | Принц Эдуард       |
| Монтегю Лав     | Генрих VIII        |
| Джоан Валери    | Джейн Сеймур       |
| Гарри Кординг   | стражник           |
| Роберт Уорик    | лорд Уорик         |

## Производство
У Warner Bros был контракт с Билли и Бобби Моч, и они играли по отдельности в «Энтони Несчастный», «Белом ангеле» (The White Angel) и «Атаке легкой бригады».  В июне 1936 года студия анонсировала о выходе фильма. Она купила права на фильм за 75 000 долларов. 
Патрик Ноулз был выбран на роль Майлса в октябре. Однако затем Джек Л. Уорнер решил, что ему нужен кто-то с более громким именем, и он пригласил на роль Эррола Флинна. 

## Приём

### Кассовые сборы
По данным Warner Bros, фильм заработал 1 026 000 долларов внутри страны и 665 000 долларов за рубежом, что сделало его самым популярным фильмом года на студии.

## Факты
- Сцена коронации снималась на протяжении недели в павильоне-копии Вестминстерского аббатства.